# بیومکانیک ورزش
بایومکانیک ورزش، به‌طور عمومی مطالعه و آنالیز کمی ورزشکاران حرفه‌ای و فعالیت‌های ورزشی است. به‌طور ساده می‌توان از آن به عنوان فیزیک ورزش‌ها یاد کرد. در این زیر شاخه بیومکانیک، قوانین مکانیک اعمال می‌شوند تا به وسیلهٔ مدل‌سازی ریاضی، شبیه سازی کامپیوتری و اندازه گیری، درک بیشتری از اجرای ورزشی حاصل شود. بیومکانیک، مطالعه ساختار و عملکرد سیستم‌های زیستی با استفاده از متودهای "مکانیک" است. - که شاخه‌ای از فیزیک است که شامل آنالیز عمل نیرو هاست. در بخش "مکانیک"، دو زیر شاخه وجود دارد. استاتیک، که مطالعه سیستم هائی است که در یک حالت حرکت پایا هستند، خواسته در حال استراحت (بدون حرکت) یا حرکت با سرعت ثابت; و دینامیک، که مطالعه سیستم‌های در حال حرکت در حالی که شتاب وجود دارد، که ممکن است شامل کینماتیک (مطالعه پیکرهای متحرک با در نظر گرفتن زمان، جابجائی، سرعت برداری، و سرعت حرکت خواسته به صورت یک خط صاف یا در مسیری چرخشی باشد) و کینتیکس (مطالعه نیروهای مرتبط با حرکت، شامل نیروهای باعث حرکت و نیروهای ناشی از حرکت می‌شود).

## بیومکانیک ورزش تئوری
- شبیه سازی کامپیوتری
- مکانیک مهندسی
- ماهیچه مکانیک
- هماهنگی حرکتی
- جنبش‌شناسی
- دینامیک معکوس
- استاتیک
- سینتیک (مکانیک)
- سرعت برداری
- بردار جابه‌جایی
- شتاب
- ممان اینرسی
- گشتاور
- فیلتر دیجیتال

## بیومکانیک ورزش تجربی
شیوه‌ها:
- آنالیز ضبط حرکت سه بعدی
- سکوی نیرو
- مبدل نیرو
- کرنش سنج
- اندازه گیری‌های آنتروپومتریک (مدل‌های ریاضی)
- EMG سطحی (الکترومیوگرافی)

## پژوهش و کاربرد ها
- چرخش گلف
- تنیس
- ژیمناستیک
- دو و میدانی
- تیغه های دو
- شیرجه
- اسکی
- ترامپولین
- روئینگ
- بیسبال
- اسکیت نمایشی
- بازی ورزش

## مجله های علمی
- بیومکانیک ورزش

## آزمایشگاه های بیومکانیک
- لابراتوار بیومکانیک پورتو (دانشکده ورزش دانشگاه پورتو)
- لابراتوار بیومکانیک مرکز اروپائی آسیب شناسی[پیوند مرده]
- لابراتوار بیومکانیک دانشگاه بریتیش کلمبیا[پیوند مرده]
- لابراتوار بیومکانیک کلگری
- مرکز تحقیقاتی بیومهندسی دانشگاه دوبلین[پیوند مرده]
- لابراتوار بیومکانیک دانشگاه ایندیانا[پیوند مرده]
- لابراتوار بیومکانیک دانشگاه لیدز
- لابراتوار بیومکانیک دانشگاه لیون

## کتاب شناسی
- Wolfgang Baumann (1989). Grundlagen der Biomechanik. Verlag Karl Hofman. ISBN 3-7780-8141-1.
- David A. Winter (2004). Biomechanics and motor control of human movement. Wiley. ISBN 0-471-44989-X.